# Noccaea valerianoides
Noccaea valerianoides là một loài thực vật có hoa trong họ Cải. Loài này được (Rchb. f.) F.K. Mey. mô tả khoa học đầu tiên năm 1973.